# Sid James
Sid James, właśc. Solomon Joel Cohen (ur. 8 maja 1913 w Johannesburgu, zm. 26 kwietnia 1976 w Sunderland) – południowoafrykański aktor żydowskiego pochodzenia, popularny przede wszystkim w Wielkiej Brytanii, gdzie mieszkał i pracował od 1946 roku aż do śmierci.

## Życiorys

### Młodość
Pochodził z rodziny Żydów osiadłych w ówczesnym Związku Południowej Afryki (ZPA). Młody Solomon imał się różnych zajęć: był szlifierzem diamentów, fryzjerem, instruktorem tańca, brał także udział w zawodach bokserskich. W 1937, wżeniwszy się w zamożną rodzinę, postanowił rozpocząć karierę aktorską. Występował w teatrze w Johannesburgu, a także w południowoafrykańskim radiu. W czasie II wojny światowej wstąpił do armii ZPA, otrzymał szlify oficerskie i trafił do oddziału złożonego z artystów w mundurach, mającego zapewniać walczącym żołnierzom chwile rozrywki.

### Kariera aktorska
Po wojnie wyemigrował do Wielkiej Brytanii, gdzie początkowo grywał w teatrach, ale szybko został dostrzeżony przez producentów filmowych. Na dużym ekranie zadebiutował w 1947, gdy wystąpił w dramatach kryminalnych Night Beat oraz Black Memory. W 1951 po raz pierwszy zagrał w komedii, był to film Szajka z Lawendowego Wzgórza. Od tego czasu, choć wciąż otrzymywał niekiedy role dramatyczne, stał się przede wszystkim wziętym aktorem komediowym. Był znany z tego, iż przyjmował właściwie wszystkie propozycje, nawet te dotyczące bardzo drobnych ról.
W 1954 został jednym z najbardziej rozpoznawalnych aktorów serialu komediowego Hancock's Half Hour, emitowanego najpierw w radiu, a później z powodzeniem zaadaptowanego także dla telewizji. W 1959 zagrał w filmie Posterunkowy do dzieła, należącym do cyklu niskobudżetowych, lecz przyciągających do kin tłumy komedii Cała naprzód. Następnie wystąpił jeszcze w szesnastu filmach tej serii, stając się jedną z twarzy tego przedsięwzięcia. Był także bardzo aktywny w telewizji, gdzie grał w takich sitcomach jak Taxi!, George and the Dragon, Two in Clover czy Bless This House, oraz w teatrze.
W 1967 przeszedł swój pierwszy zawał serca. Wrócił jednak do pracy nim jeszcze skończył się okres rekonwalescencji – jeszcze w tym samym roku w filmie Doktorze do dzieła zagrał pacjenta spędzającego większość czasu w szpitalnym łóżku, co bardzo dobrze pasowało do jego autentycznego stanu zdrowia. 26 kwietnia 1976 roku doznał zawału po raz drugi, w czasie spektaklu w teatrze w Sunderland, w którym grał główną rolę. Przedstawienie natychmiast przerwano, a Jamesem zajął się znaleziony wśród widzów lekarz. Mimo jego wysiłków zmarł wkrótce po przewiezieniu do szpitala. Miał 62 lata. Jego ciało zostało przewiezione do Londynu, gdzie poddano je kremacji, a prochy rozrzucono na specjalnym polu.

## Życie prywatne
James przez całe życie miał opinię kobieciarza, zresztą często był także obsadzany w tego typu rolach. Był trzykrotnie żonaty. Najdłużej trwał jego związek z Valerie Assan, trzecią żoną, z którą był od 1952 aż do śmierci. Jamesowi zdarzało się jednak zdradzać Valerie, o czym z lubością rozpisywały się brukowe media. Szczególnie nagłośniony był jego romans z inną gwiazdą filmów Cała naprzód, Barbarą Windsor. Oprócz romansów, James miał kłopoty także z hazardem. Ukrywał przed żoną faktyczną wysokość swych zarobków, aby nie mogła się zorientować, jaką część z nich przepuszcza w kasynach.
W 1998 miała swą premierę sztuka teatralna Cleo, Camping, Emmanuelle and Dick autorstwa Terry'ego Johnsona, opowiadająca o kulisach popularnej filmowej serii, w której romans Jamesa i Windsor stanowi centralny element fabuły. W 2000 powstał film Cor, Blimey!, będący ekranizacją tego tekstu z symbolicznym udziałem samej Barbary Windsor. 